# 直额弯尾蚤
直额弯尾蚤（学名：Camptocercus rectirostris）为盘肠蚤科弯尾蚤属的动物。分布于世界各地以及中国大陆的广东、广西、福建、浙江、江苏、江西、湖北、四川、山东、河北、吉林、云南、内蒙古、新疆等地，属于广温性种类。其多见于湖泊沿岸以及池沼和水坑中以及适于底栖。